# 大礁廠 (亞利桑那州)
大礁廠（英語：Big Reef Mill）是位於美國亞利桑那州亞瓦派縣的一個非建制地區。該地的面積和人口皆未知。

## 地理
大礁廠的座標為33°57′53″N 112°29′06″W / 33.96472°N 112.48500°W，而該地的平均海拔高度為1035米（即3396英尺）。